# Stefan Herman
Stefan Herman (* 16. Juli 1902 in Warschau; † 3. April 1981 in Danzig) war ein polnischer Geiger und Musikpädagoge.
Hermann besuchte das Salesianer-Gymnasium in Sokołów Podlaski und nahm ab dem vierzehnten Lebensjahr Violinunterricht bei Józef Jarzębski in Warschau. Ab 1925 studierte er an der philologischen Fakultät der Universität Warschau. Seine musikalische Ausbildung setzte er von 1926 bis 1934 an der Musikhochschule Warschau bei Jarzębski und Irena Dubiska fort. 1938 besuchte er in Paris die Klavierklasse von Claude Lamoureux und nahm zugleich Violinunterricht bei Henri Marteau und Bronisław Huberman. 
Als Geiger trat er ab 1936 in Warschau u. a. mit der Polnischen Nationalphilharmonie auf. Seit 1933 leitete er den Violinunterricht an der Wszechnica Muzyczna. Während der Besatzungszeit gab er privaten Unterricht in Warschau und trat bei Konzerten auf, die von Zygmunt Latoszewski organisiert wurden. Nach dem Krieg ließ er sich in Sopot nieder und unterrichtete dort an der Staatlichen Musikhochschule (später Musikakademie Danzig) als Dozent, außerordentlicher und ab 1975 ordentlicher Professor.
Daneben produzierte er auch Rundfunksendungen, veranstaltete Konzerte und gab privaten Unterricht. Zu seinen Schülern zählten u. a. Konstanty Andrzej Kulka, Edward Zbigniew Zienkowski, Joanna Mądroszkiewicz, seine Tochter Krystyna Herman, Zygmunt Marek Kowalski, Mirosława Pawlak, Magdalena Suchecka, Anna Preyss, Janusz Zis, Aldona Cisewska, Maciej Sobczak und Seweryn Krajewski. 
Herman verfasste theoretische Werke über den Geigenunterricht, didaktische Kompositionen und Studien zu Werken anderer Komponisten und wirkte mehrfach als Juror bei Violinwettbewerben in Polen und im Ausland mit. Er wurde mit dem Offiziers- und dem Ritterkreuz des Orden Polonia Restituta ausgezeichnet.

## Quelle
- Sopocianie – Stefan Herman

| Personendaten    | Personendaten                       |
| ---------------- | ----------------------------------- |
| NAME             | Herman, Stefan                      |
| KURZBESCHREIBUNG | polnischer Geiger und Musikpädagoge |
| GEBURTSDATUM     | 16. Juli 1902                       |
| GEBURTSORT       | Polen                               |
| STERBEDATUM      | 3. April 1981                       |
| STERBEORT        | Danzig                              |